# Mati (Davao Oriental)
Mati é uma cidade de quinta classe de renda da cidade na província Davao Oriental, nas Filipinas. De acordo com o censo de 1 maio  de  2020 possui uma população de 147 547 pessoas e 35 137 domicílios.